# Manfred Prescher
Manfred Prescher (* 17. Juli 1961 in Nürnberg; † 26. April 2023 in Schwabach) war ein deutscher Journalist, Buchautor und Radiomoderator.

## Biografie
Manfred Prescher war unter anderem Chefredakteur beim Münchner Stadtmagazin. Zudem war er Redaktionsleiter einer großen PR-Agentur und für diverse andere Magazine tätig. Ab 2005 widmete er sich unter evolver.at der Kolumne „Miststück der Woche“, und hatte gemeinsam mit dem Grazer Günther Fischer mehrere Sachbücher zur Pop- und Rockmusik veröffentlicht. Darüber hinaus präsentierte er für den Sender Radio Allgäu Hit jeden Dienstag die Show „3 NACH 8“ mit „aktuellen Trends, seltenen Oldies und einfach interessanter Musik – und die wichtigsten Hintergründe und Schnurren“ dazu. Bei Bear Family Records erschien 2012 ein von ihm zusammengestellter Sampler mit dem Titel „I Like It Like That“.
Manfred Prescher lebte zuletzt in der Nähe von Stuttgart.

## Bibliografie

### Sachbücher (gemeinsam mit Günther Fischer)
- We will rock you – Lexikon berühmter Popsongs. Eichborn Verlag, Frankfurt am Main 2003. ISBN 978-3-8218-3991-2.

In vier Bänden aufgeteilt in Blindenschrift. DZB, Leipzig 2006.
- Lexikon berühmter Popsongs – von „All my love“ bis „Yesterday“. Piper Verlag, München – Zürich 2005. ISBN 978-3-492-24361-2.
- Alles klar auf der Andrea Doria – berühmte Songzeilen und ihre Geschichte. Primus Verlag, Darmstadt 2013. ISBN 978-3-86312-048-1; 2. Aufl. im Konrad Theiss Verlag, Darmstadt 2015. ISBN 978-3-8062-3209-7.
- Nur noch kurz die Welt retten – berühmte Songzeilen und ihre Geschichte. Konrad Theiss Verlag, Darmstadt 2015. ISBN 978-3-8062-3028-4.
- In concert – die 66 wichtigsten Live-Alben aller Zeiten und ihre Geschichte. Konrad Theiss Verlag, Darmstadt 2015. ISBN 978-3-8062-3146-5.
- An Tagen wie diesen – berühmte Songzeilen und ihre Geschichte. Konrad Theiss Verlag, Darmstadt 2016. ISBN 978-3-8062-3388-9.
- Es geht voran – die Geschichte der deutschsprachigen Popmusik. wbg Theiss Verlag, Darmstadt 2018. ISBN 978-3-8062-3776-4.

## Diskografie
- I Like It Like That!. Sampler. Bear Family Records-CD BCD17043, 2012